# Колапырь
Колапырь — река в России, протекает в Прилузском районе Республики Коми. Устье реки находится в 279 км по левому берегу реки Луза. Длина реки составляет 21 км.
Исток реки в таёжном массиве среди холмов Северных Увалов на южных склонах холма Колапырь (184 м НУМ) в 18 км к юго-востоку от посёлка Спаспоруб. В верховьях течёт на северо-восток, затем поворачивает на северо-запад. Всё течение проходит по ненаселённому холмистому таёжному массиву. В низовьях выходит на пойму Лузы, где последовательно протекает через несколько стариц. Впадает в Лузу у деревни Плесо. Ширина реки в нижнем течении около 6 м.

## Притоки
- река Керка (лв)
- река Лиман (лв)
- река Рака (пр)
- река Сарья (пр)

## Данные водного реестра
По данным государственного водного реестра России и геоинформационной системы водохозяйственного районирования территории РФ, подготовленной Федеральным агентством водных ресурсов:
- Бассейновый округ — Двинско-Печорский
- Речной бассейн — Северная Двина
- Речной подбассейн — Малая Северная Двина
- Водохозяйственный участок — Юг
- Код водного объекта — 03020100212103000012488